# Onilahy (Manakara)
Onilahy est une commune rurale malgache située dans la région de Fitovinany.